# 난층운

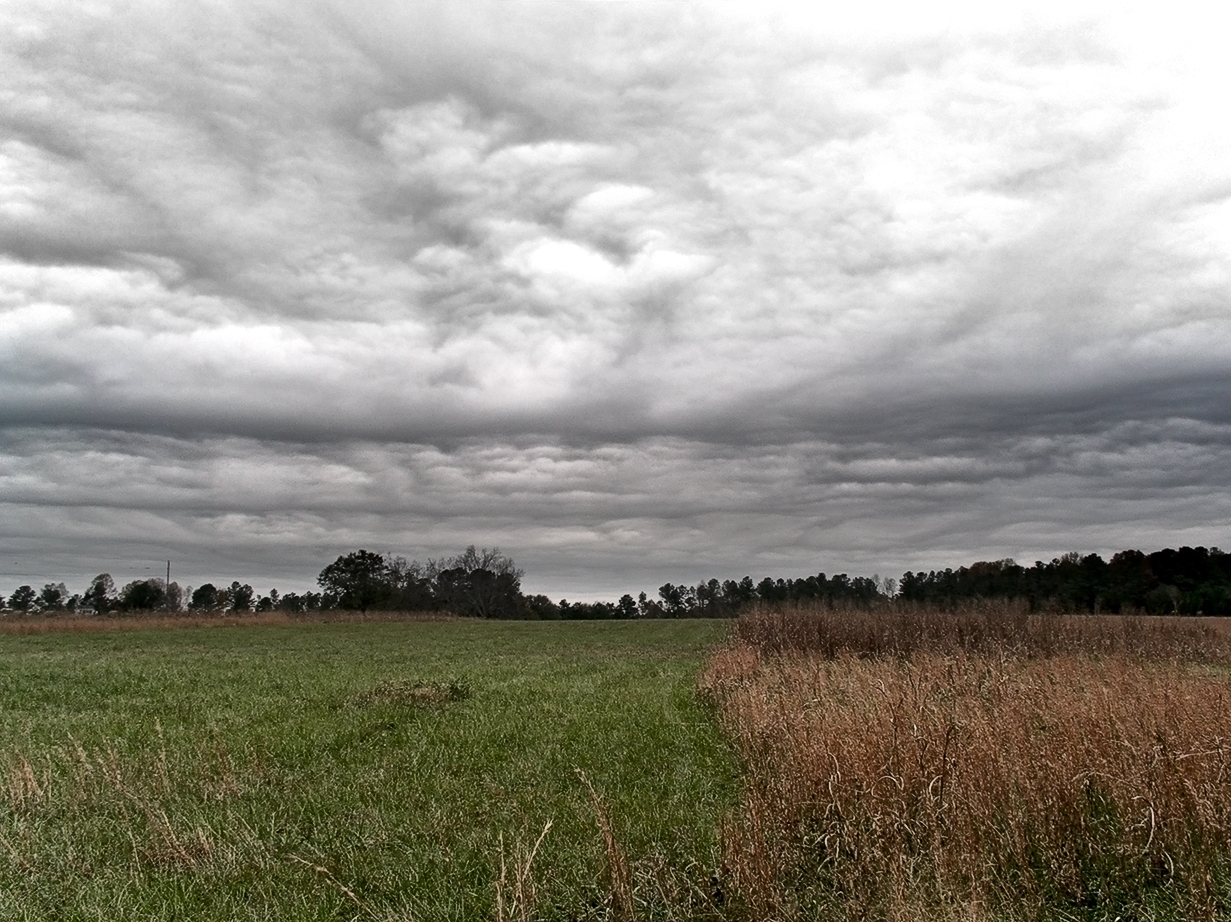
난층운

난층운(亂層雲)은 비층구름, 비구름이라고도 하며 하층운에 속하는 구름이다. 
보통 2~7km의 고도에서 나타난다. 그러나 구름의 층이 매우 두껍기 때문에 이보다 낮은 고도에서 나타나거나 구름 꼭대기가 7km 이상의 높이에 이르는 경우도 종종 있다. 구름의 밑은 고층운보다 더 진한 거의 어두운 회색으로 보이며, 대개 하늘 전체에 퍼진다. 저기압의 중심 부근이나 온난전선 부근 등에 널리 발달하며 비나 눈이 내릴 때가 많다. 난층운의 형태는 웅대적운과 적란운의 구름 밑과 매우 흡사하지만 비가 내리는 상태에 구별할 수 있는데 웅대적운과 적란운의 경우는 소나기가 내리고 뇌우를 동반하는 반면에 난층운의 경우는 비가 계속해서 내리고 뇌우를 동반하지도 않는다. 또 웅대적운과 적란운은 보통 국지적이지만 난층운은 크기가 넓은 편이다. 하지만 때로는 난층운이 웅대적운 혹은 적란운으로 변하는 경우도 있다.

## 같이 보기
- 적란운